# 皆勤賞
皆勤賞（かいきんしょう）は、職場や学校などに欠席（欠勤）、遅刻、早退することなく出席した者に対する賞。

## 解説
皆勤賞は企業や学校などの規定によって定められており賞を設けている企業や学校はまちまちである。文部科学省によると日本の学校では皆勤賞に関して国の指針はないとしている。
皆勤賞は、主に学校、会社、もしくは何かしら継続している労働・作業などを1日も欠席せずに登校・出勤した者を対象とする。転じてそれをもらった者、大会などに毎回参加している者のことを言う。ただし、忌引やインフルエンザなどによる出席停止の場合は欠席扱いにならないことが多い。
皆勤賞を設けている学校では表彰が行われ、賞状や記念品（筆記用具かノートや図書カードなど）を贈呈している学校もある。
一日も欠席、遅刻、早退がない状態ではないが、欠席・遅刻・早退の日数が学校や会社の定める日数よりも少ない者を対象に精勤賞を設けている会社や学校もある。

## 議論
病気や事故にも遭わず皆勤を続けることは名誉なことであり、特に学校では「子どもの頑張りを認めてあげたい」として皆勤賞の制度を支持する意見がある。
一方で、本来は日頃から熱や風邪による欠席をしないような健康な体をつくり、それが結果的に皆勤になるという副次的なものであったのが、皆勤賞を受賞するために、明らかな体調不良があるにもかかわらず親の制止を振り切って無理やり登校する（あるいは親が登校させる）という事例が見受けられる。さらにはクラス全員の皆勤賞を狙うために「40度の熱があっても点滴を打って登校」として美談化された例もある。
インフルエンザをはじめとする感染症の疑いがあるにもかかわらず登校を強行した場合、本人のみならず他の生徒や学校関係者、ひいては通学路上に居合わせた人々に感染させるというパンデミックに発展しかねない。
また、こういった皆勤賞に対する表彰や美化といったものが、社会の同調圧力を強め、日本独特の適正な休みを取らず生産性の低い働き方を生み出す土壌となっているという見方での批判意見もある。
海外でも、「Perfect attendance award」、「100% Attendance Award」といった、日本で言う「皆勤賞」と同じような賞があるが、これについても感染病の拡大につながるといった批判がある。また、脳に損傷を負って生まれてきた息子を持つある母親は、「”運”が表彰されるべきではない」、「皆勤賞は弱者を除外するもの」といった理由から皆勤賞の受賞を拒否するとしている。
かつて日本では「健康優良児」の表彰も行われていたが、これは後の調査で生まれ持った遺伝的な要因が大きいことがわかっている。
さまざまな事情の児童がいることから皆勤賞の廃止を検討する動きもあり、特に2020年のコロナ禍（新型コロナウイルス感染症の世界的流行）で廃止した学校もある。